# Europäische Nuklearallianz

Mitgliedstaaten der Nuklearallianz
Vollmitgliedschaft
Beobachter- oder Gaststatus

Die Europäische Nuklearallianz (französisch Alliance européenne du nucléaire) ist eine Vereinigung von Mitgliedstaaten der Europäischen Union, die sich mit dem Ziel eines verbesserten Klimaschutzes und höherer Versorgungssicherheit auf eine verstärkte Kooperation beim Ausbau der Kernenergie geeinigt haben.
Mitgliedsstaaten sind Belgien, Bulgarien, Kroatien, Tschechische Republik, Finnland, Frankreich, Ungarn, Italien, Niederlande, Rumänien, Slowenien, Slowakei, Schweden und Polen. Estland hat einen Beobachterstatus und Großbritannien nimmt als Gast an den Gesprächen teil.

## Ziele
Als eines der Hauptziele nennt die Allianz die Vollendung der Energiewende ihrer Mitgliedsstaaten, d. h. die Dekarbonisierung der Energieerzeugung in der Europäischen Union durch die Nutzung von Kernenergie als Ergänzung zu Erneuerbaren Energien. Weiter wird eine zuverlässige und kostengünstige Stromversorgung der EU-Bürger angestrebt.
Die Mitgliedsstaaten streben einen Ausbau der EU-weit installierten Leistung von Kernenergie auf 150 GW im Jahr 2050 an. Mit dieser Steigerung von 50 % bzw. 30 bis 45 neuen Reaktoren soll der Anteil von 25 %, den Kernenergie an der Stromerzeugung in der EU momentan hat, auch bei steigendem Bedarf erhalten bleiben.
Die Staaten bekunden zudem die Absicht, bei der Entwicklung und Standardisierung von neuen Reaktoren inkl. kleiner modularer Reaktoren wie den Small Modular Reactor (SMR) zusammenzuarbeiten. Zusammengearbeitet werden soll auch bei der Forschung, Ausbildung, Entwicklung von Sicherheitsstandard und den Themen des Rückbaus sowie des Umgangs mit abgebrannten Brennelementen. Für den Wissensaustausch sollen Austauschprogramme für Techniker und Ingenieure gefördert werden.

## Geschichte
Im Februar 2023 verabredeten die Energieminister von 11 EU-Mitgliedsstaaten am Rande eines Ministerratstreffens in Stockholm eine verstärkte Zusammenarbeit zur Förderung der Kernenergie. Das Treffen war von Agnès Pannier-Runacher, der französischen Ministerin für die Energiewende, initiiert worden. Neben Frankreich waren Bulgarien, Kroatien, Tschechische Republik, Ungarn, Finnland, Niederlande, Polen, Rumänien, Slowakei und Slowenien die Erstunterzeichner einer gemeinsamen Deklaration. Auch Schweden nahm an den Gesprächen, trat aufgrund seiner zur Neutralität verpflichtenden EU-Ratspräsidentschaft noch nicht bei. Deutschland, Österreich und Luxemburg äußerten eine Ablehnung des Kernenergieausbaus.
Im März 2023 trat die Gruppe anlässlich eines Treffens des Europäischen Energierats in Brüssel erneut zusammen. Als Gäste erstmals mit dabei die Minister von Italien und Belgien. Gleichzeitig tagte die von der österreichischen Ministerin Leonore Gewessler als Gegenreaktion zur Allianz gegründete Staatengruppe Freunde der Erneuerbaren. Gewessler warf der pro-nuklearen Allianz vor, gegen die Interessen der EU zu arbeiten. Nach einem anfänglichen Streit um eine Einladung, konnte Frankreich nach Hinweis auf den hohen Anteil heimischer erneuerbarer Stromerzeugung an späteren Treffen der Erneuerbaren-Allianz teilnehmen.
Bei einem dritten Treffen in Paris im Mai 2023 verabschiedeten die Mitglieder zusammen mit Italien als Beobachter sowie Großbritannien als Gast eine Erklärung mit u. a. der Forderung an die Europäische Kommission, Kernenergie zum Teil der europäischen Energiestrategie zu machen.
Im Februar 2025 wechselte Belgien von seiner Position als Beobachter zu einem regulären Mitglied.
Im Juni 2025 erklärte der italienische Minister für Umwelt und Energiesicherheit Gilberto Pichetto Fratin die Absicht seines Landes der Allianz beizutreten. Kurz darauf bekundete auch der griechische Ministerpräsident Kyriakos Mitsotakis die Bereitschaft eines Beitritts, nannte aber kein konkretes Datum. Mitsotakis begründete das Interesse seines Landes mit der These, dass Klimaneutralität ohne Kernenergie unmöglich sei und dass auch der Einsatz in Griechenlands Schiffsflotte zu prüfen sei.
Im Juni 2025 nahm die deutsche Wirtschaftsministerin Katherina Reiche (CDU) als Beobachterin an einem Treffen teil und zog damit Kritik aus den Reihen des Koalitionspartners SPD sowie von Vertretern der Grünen auf sich.